# Vročinski krči
Vročinski krči ali febrilne konvulzije (šifra diagnoze B75Z) so vrsta epileptičnih napadov, ki se pri nekaterih otrocih v starosti od 6 mesecev do 6 let pojavljajo zaradi povišane telesne temperature, nad 38,5 °C. Pogosto je začetek krča šele prvi znak povečane temperature. Domnevajo, da se krč sproži zaradi nezmožnosti prilagoditve otrokovih možgan na hitro naraščanje temperature, ne zaradi visoke temperature same.
Vročinski krči so delno dedno pogojeni, sproži pa jih vročina; vsaj enkrat se pojavijo pri več kot 2 % otrok v starosti do pet let. Ker večinoma izginejo sami po sebi, oz. jih otrok »preraste«, spadajo med otroške bolezni in jih ne diagnosticirajo v starosti nad 6 let. Genetske vzroke za vročinske krče še raziskujejo; do zdaj so odkrili nekatere mutacije, ki povzročajo hiperobčutljivost nevronon in bi bile lahko odgovorne za to bolezen.
Otrok ob napadu zavije z očmi, izgubi zavest in navidezno preneha dihati. Krči večinoma niso nevarni, če trajajo manj kot 2 minuti, zajamejo celo telo in se ne ponovijo v naslednjih 24 urah. V primeru, da krči trajajo več kot 2 minuti, je potrebno krče prekiniti z zdravilom (na primer diazepamom).  Otroci zaradi takšnih krčev pozneje nimajo epilepsije nič pogosteje kot ostali. Tveganje za kronično epilepsijo pa je večje pri otrocih, ki:
- imajo nevročinske krče v družini,
- so zaostali v razvoju ali imajo abnormalne nevrološke znake,
- je pri njih vročinski krč trajal več kot 15 minut,
- imajo vročinski krč z močnimi indikacijami fokalnih znakov, prej, vmes ali pozneje.

Redko (pri 1 do 2 % primerih) se pojavi febrilni status epilepticus (FSE), ki je definiran kot dolgotrajni (več kot 30 minutni) vročinski krč, in ki lahko povzroči trajne možganske poškodbe zaradi hipoksije ali delne onesposobitve dihal. Takšen komplicirani krč traja dolgo, se ponovi, ali prizadene le del telesa.
Preden zdravnik diagnosticira vročinske krče, mora izključiti možnost resnejših vzrokov krčev: posebej meningitis in encefalitis. Pogosto mora otrok, pri katerem se pojavijo takšni krči, v bolnišnico na opazovanje in/ali preiskave. Na splošno velja, da infekcija živčnega sistema ni zelo verjetna, če se otroku kmalu povrne normalno zdravstveno stanje. Ob krču dlje kot 2 minuti otroku pomagajo z zdravilom, ki vsebuje diazepam (v Sloveniji je to Stesolid). Zdravniki seveda skušajo odkriti in odpraviti vzrok vročine tudi, če so diagnosticirani vročinski krči. Staršem takšnih otrok svetujejo, da otrokom zbijejo vročino, ko ta doseže 38 °C (pri ostalih otrocih 38,5 °C). 